# Mare Humorum
Mare Humorum (el "Mar de la humitat") és un mar lunar. La conca de l'impacte compta amb 825 quilòmetres.

## Geologia
No es van recollir mostres pel programa Apollo, així que no ha estat determinada una edat precisa. Tanmateix, el mapatge geològic indica que és intermedi entre l'edat de les conques de l'Imbrium i Nectaris, suggerint una edat d'aproximadament de 3,9 bilions d'anys. La conca de l'Humorum és omplerta amb una capa gruixuda de basalt de mare, que es creia que superava els 3 quilòmetres de gruix al centre de la conca.
En la vora del nord del mar Humorum hi ha el gran cràter Gassendi, el qual va ser considerat com a lloc d'aterratge possible per Apollo 17.

Cara visible de la Lluna amb els maria i cràters més importants etiquetats.

## Noms
Com la majoria dels altres maria de la Lluna, Mare Humorum va ser anomenat per Giovanni Riccioli, quan en el sistema de nomenclatura de 1651 va ser estandarditzat. Anteriorment, l'astrònom de segle xvii Pierre Gassendi l'havia anomenat el Anticaspia ('oposat al Caspi', referint a Mare Crisium, el qual havia anomenat després del Mar Càspia), i Michael Van Langren l'havia etiquetat com a Mare Venetum ("Mar venecià") en el seu mapa de 1645. Johannes Hevelius el va anomenar Sinus Sirbonis ("Badia de Serbonis", del llac de Serbonis, ara Llac Bardawil, a Egipte) en el seu mapa de 1647.